# نزل السلام (البحرين)
نُزل السلام هو مبنى تراثي في مدينة المحرق بمملكة البحرين. يعود تاريخه إلى عام 1947، وكان يسمى آنذاك (بيت فتح الله). وهو أول فندق يقع على طريق اللؤلؤ الموجود على قائمة التراث الإنساني العالمي. جرى ترميم المبنى وإعادة تطويره وتصميم مرافقه ضمن مشروع استعادة المباني التراثية في البحرين، والذي تدعمه دولة الإمارات العربية المتحدة. في أكتوبر 2019 افتتح كل من مركز الشيخ إبراهيم بن محمد آل خليفة للثقافة والبحوث، ووفد إماراتي على رأسه وزيرة الثقافة وتنمية المعرفة نورة الكعبي نزل السلام، ليكون أحد مشاريع مجموعة من الاتفاقيات وقعتها البحرين والإمارات عام 2018، بهدف حفظ التراث الحضاري للبلدين.

## التصميم
المبنى مصمم على الطراز المعماري البحريني القديم، وتولى التصميم الداخلي له فريق بحريني شاب معني بالاهتمام بالفنون الحرفية البحرينية. وبداخله سرد لأسطورة جلجامش على شكل أرضيات مزخرفة ومعلقات جدارية. كما زينت جدران الغرف بأقوال مأثورة عن الشيخ زايد آل نهيان، ويمثل الأثاث داخله فترة الأربعينات، وله فناء زرعت فيه أشجار البرتقال والليمون، وفي وسطه سلم خشبي يربط أجزاء المنزل استغرق تصميمه وتنفيذه 6 أشهر.

## أنظر أيضا
- قلعة بو ماهر